# Spårvagnstrafik i Stockholm

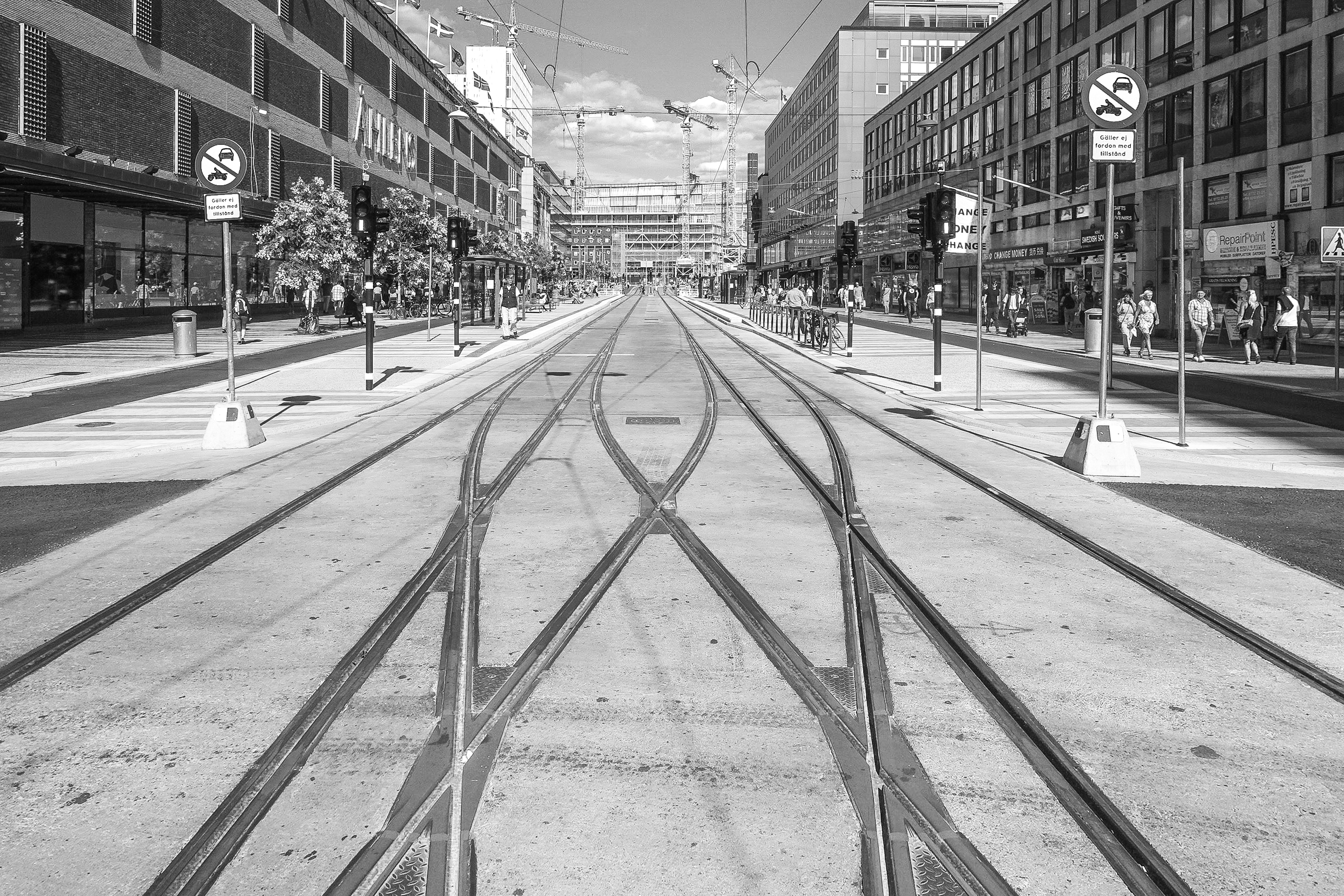
Korsande spårvagnsräls i centrala Stockholm för Spårväg City.

Spårvagnstrafik i olika former har bedrivits i Stockholm med omnejd sedan 1877, då med hästspårvagn. Från 1887 förekom även ångspårvagn längs med Hornsgatan på Södermalm. År 1901 kom de första elektriska spårvagnarna, som ledde till en ökad produktivitet, varefter nätet expanderade i innerstaden och i omkringliggande förorter och förstäder fram tills 1930-talet. 1933 öppnades den första spårvägstunneln mellan Slussen och Skanstull, som var den första delen av vad som senare skulle komma att bli Stockholms tunnelbana. 
Merparten av det historiska nätet avvecklades mellan slutet av andra världskriget och fram till högertrafikomläggningen 1967 för att lämna plats åt den då exponentiellt växande bilismen samt utbyggnaden av Tunnelbanan. Endast Nockebybanan och nuvarande Lidingöbanan, då Stockholm–Södra Lidingöns Järnväg, huvudsakligen anlagda på egen banvall i villaförorter, överlevde nedläggningsperioden. Under 1980-talet växte planer fram på Snabbspårvägen, numera känd som Tvärbanan, vars första etapp kom att invigas år 2000. 1991 invigdes den ideellt drivna museispårvägen Djurgårdslinjen, som 2010 förlängdes och uppgraderades till en ordinarie linje på professionell basis.
Spårvägarna kring Stockholm består idag av tre separata spåranläggningar: 
- Lidingöbanan,
- Nockebybanan och Tvärbanan (som hänger samman via depåspår)
- Spårväg City

Den totala banlängden uppgår till cirka 38 km. Inom de närmaste åren planeras ett antal utbyggnader. Se även Lista över spårtrafiklinjer i Stockholm.

## Historik

### Olika typer av spårvagnar (1877-1915)

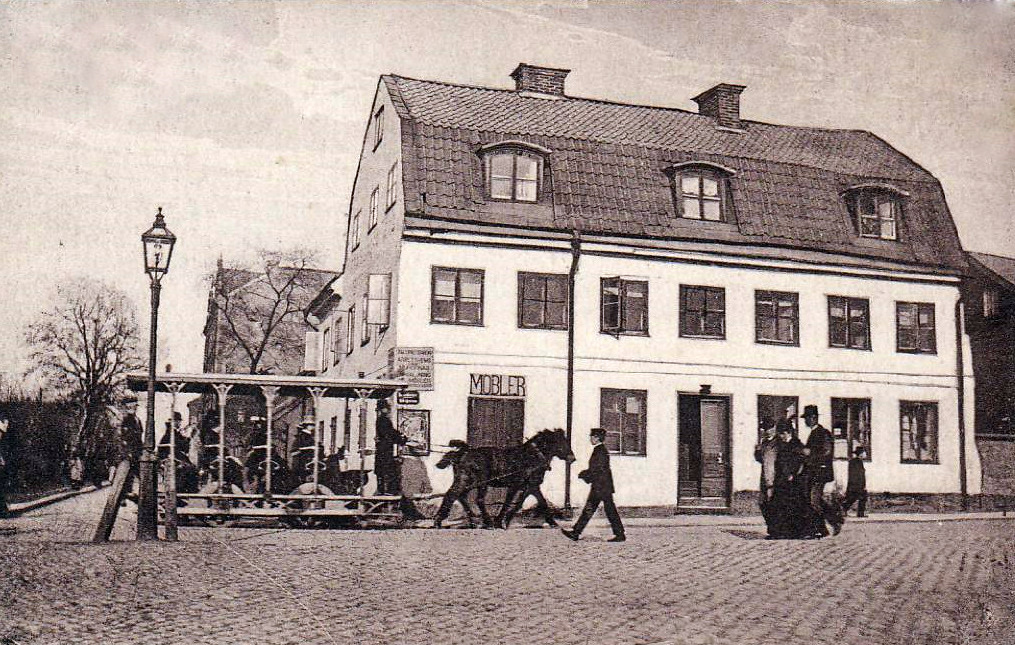
En hästspårvagn vid korsningen Götgatan–Tjärhovsgatan.

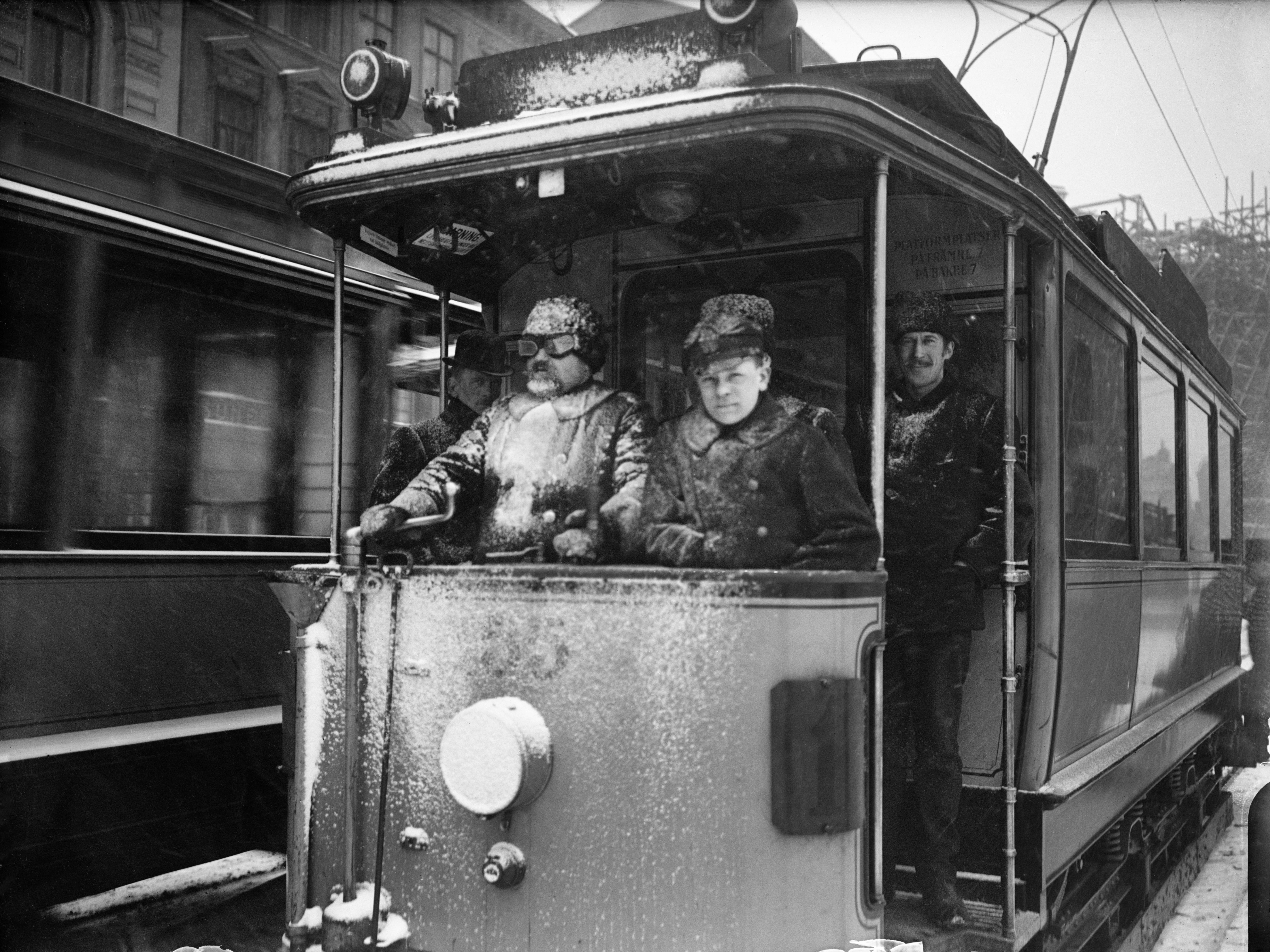
En öppen spårvagn i Stockholm 1908.

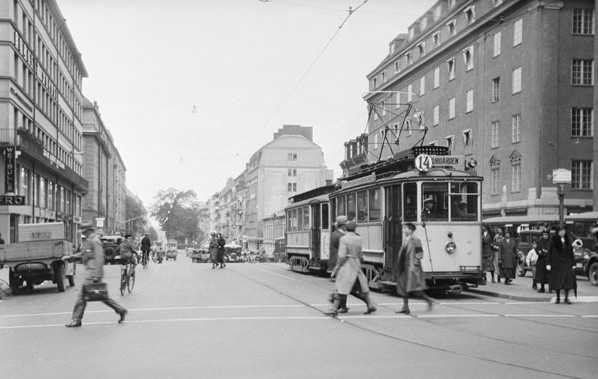
Spårvagnståg på linje 14 i Stockholm 1931. Fotot är taget på Sveavägen, mellan Kungsgatan och Apelbergsgatan. Kameran är riktad norrut.

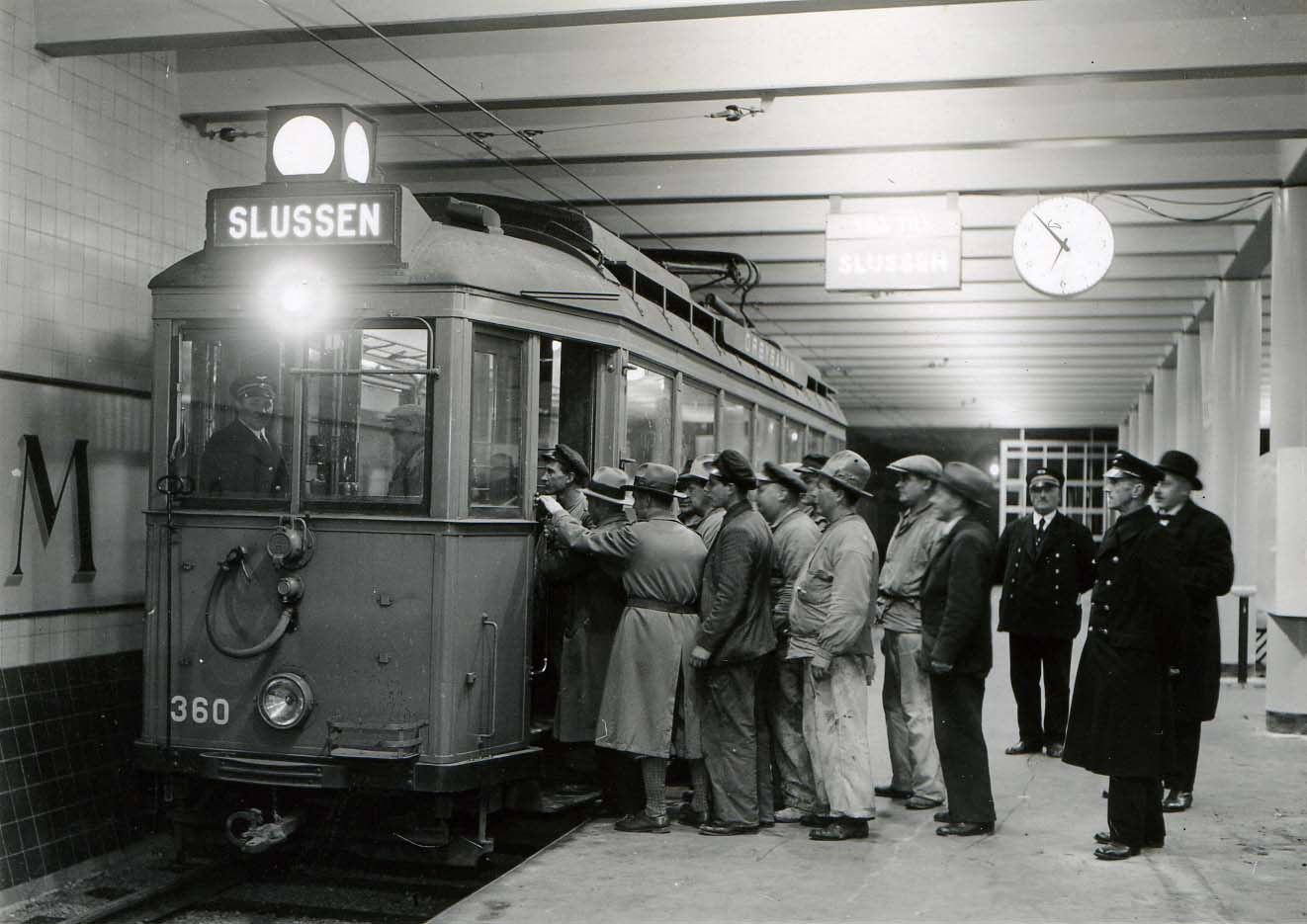
Påstigning ombord på spårvagn av littera A13 vagn 360 på Örbybanan vid hållplats Ringvägen, numera tunnelbanestation Skanstull.

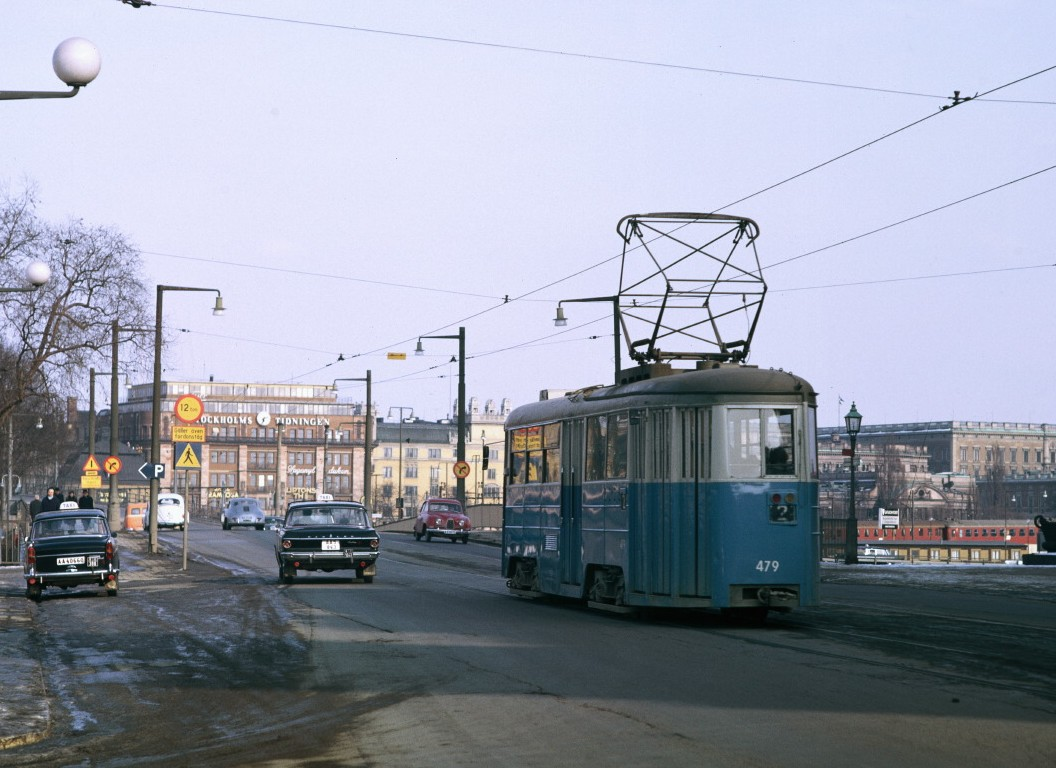
Spårvagn littera A26 vagn 479 på Stadshusbron år 1963.

#### Hästspårvagnar
Trafik med hästspårvagnar påbörjades i Stockholm, som första stad i Sverige, den 10 juli 1877 och bedrevs av Stockholms Nya Spårvägsaktiebolag (SNS). Trafiken bedrevs de första tio åren endast norr om Nils Ericsons sluss (nuvarande Slussen, men 1887 startade Stockholms Södra Spårvägsaktiebolag (SSB) trafik på Söder. Den sista hästspårvagnen i Stockholm gick vid midnatt den 10 februari 1905, dragen av de två trotjänarna "Drott" och "Vivi". Med i vagnen fanns bolagets direktör, kapten Hjortzberg samt ett flertal styrelseledamöter.

#### Ångspårvagn
Från den 11 augusti 1887 togs ångspårvagnar i drift av SSB för att klara trafiken i den branta backen på Hornsgatan på Södermalm vars lutning var alltför stor för hästspårvagnar. Ångspårvagnarna trafikerade fram till den 15 november 1901.

#### Elspårvagnar
Elektriska spårvagnar infördes först på Söder, den 5 september 1901. Den 13 februari 1904 rullade de första elektriska vagnarna på Norr. 
Införandet av elektrisk drift möjliggjorde även längre linjer och trafiken kunde utsträckas utanför Stockholms innerstad. Förortslinjerna kom att omfatta Västerort med grenar mot Nockeby, Ulvsunda och Södra Ängby, Söderort där utfarten via Skanstull kom att omfatta linjer mot Skarpnäck och Örby och utfarten via Hornstull fick linjer mot Gröndal, Mälarhöjden och Fruängen.  Solna och Sundbyberg täcktes av linjen mot Sundbyberg.  Lidingö fick två linjer. Dessa kom från 1925, när Lidingöbron byggts, att utgå från Innerstaden. Samtliga förortsbanor var radiella med utgångspunkter i centrala Stockholm och några tvärförbindelser dem emellan fanns inte.

#### Bensinspårvagn
Även en förbränningsmotordriven spårvagn har gått i trafik i Stockholm. Det fanns bara en sådan vagn och den gick på ett oelektrifierat spår tvärs över Gärdet. Man fick nämligen inte sätta upp kontaktledning där, då det ansågs som ett reservflygfält under 1920-talet.

### Samordning av spårvagnstrafiken inom Stockholm (1915-1939)
Det kommunala AB Stockholms Spårvägar (SS) bildades 1915 för att samordna spårvagnstrafiken inom Stockholm och övertog 1917 Stockholms Nya Spårvägsaktiebolags (SNS) hela rörelse och därefter Stockholms Södra Spårvägsaktiebolags (SSB) trafiknät 1918. 
Även efter det att trafiken på Norr och Söder förenats under ett bolag var linjenäten fortfarande separata. Inte förrän år 1922 var förbindelsen över broarna vid Nils Ericsons sluss klara. Den 1 april detta år gjordes en stor linjenätsreform och Stockholms innerstad fick ett sammanhängande spårvägsnät med nya nummer på spårvagnslinjerna. Ett flertal linjer passerade över Slussbroarna.
Den 1 oktober 1933 öppnades en nybyggd tunnel under Södermalm mellan Slussen och Skanstull för underjordisk spårvagnstrafik. Bandelen fick namnet Tunnelbanan och var embryot till det som skulle utvecklas till Stockholms tunnelbana. Från 1941 byggdes nya linjer med tunnelbanestandard fast med spårvagnshållplatser. Spårvagnarna på dessa sträckor var dubbelriktade, bland annat av typen A24/B24, kallad Ängbyvagn. Denna vagntyp, ombyggd under 1980-talet, gick på Lidingöbanan fram till 2013.
När Västerbron öppnades 1935 innebar det att spårvägstrafiken mellan norr och söder inte längre behövde passera Gamla stan.

### Avveckling av spårvägen (1939-1967)

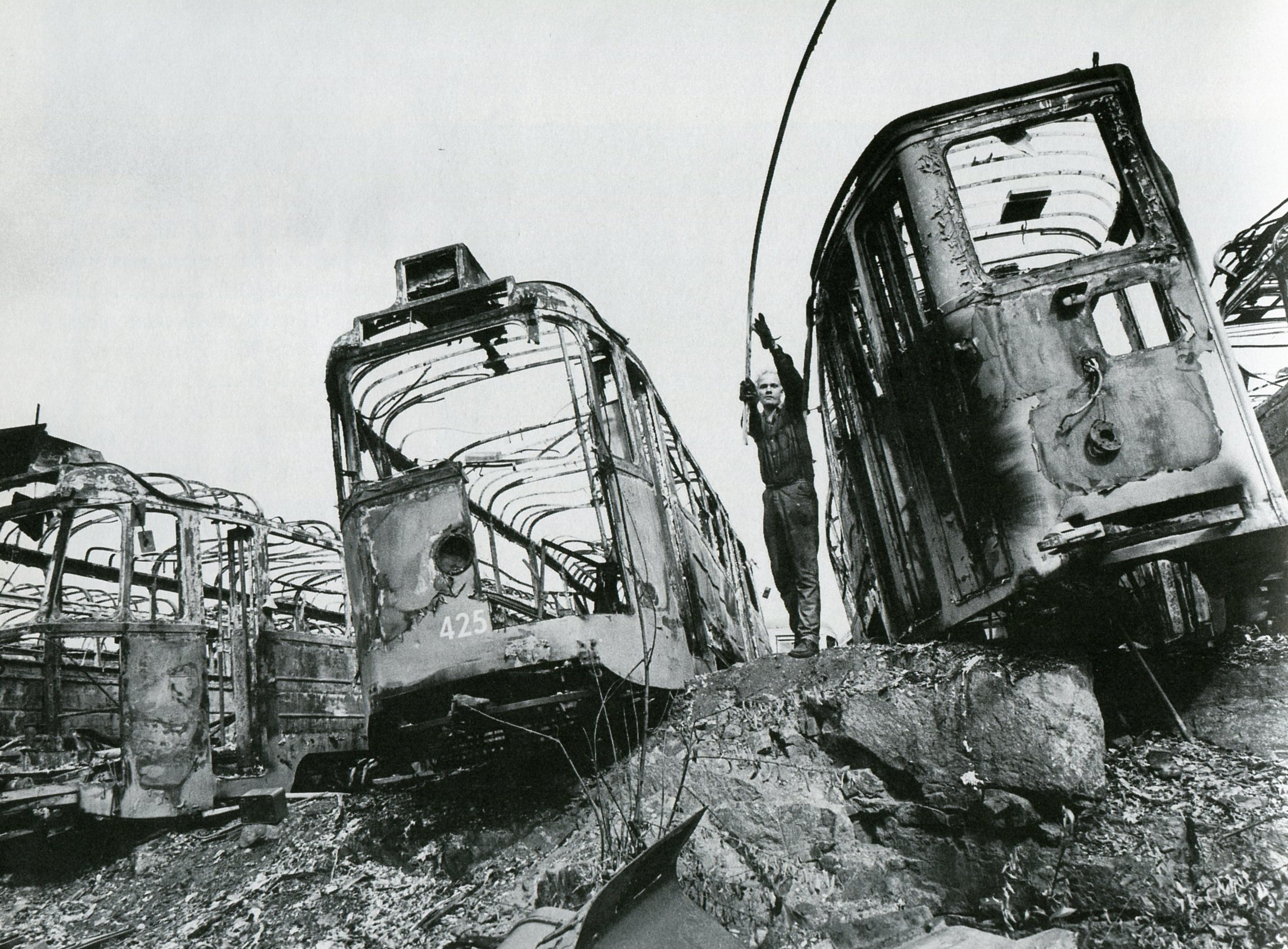
Skrotning av mustangspårvagnar på "AB Demontering" kring 1967/1968.

En långsam avveckling av innerstadsspårvägen beslutades 1939, då spårvagnarna hade börjat betraktas som ett hinder för den växande biltrafiken, och avvecklingen inleddes 1941 genom att spårvagnslinje 11 omställdes till trådbusslinje 41. Nedläggningen fick dock avbrytas p.g.a. den bristsituation på både förbränningsolja och gummi som krigsutbrottet medförde. Trådbussar fanns i Stockholm från 1941 till 1964. 
År 1941 beslutade man bygga en tunnelbana i Stockholm, den bana som numera kallas för Gröna linjen. Spårvägsbyggandet i ytterstaden efter det inriktades på framtida tunnelbanekonvertering och de byggdes utan gatukorsningar. Man förberedde för tunnelbanan, till exempel genom att ge plats för perronger i mitten vid stationer. 
De omedelbara avvecklingsplanerna bordlades under kriget och de närmast efterföljande åren. 1946 anskaffades nya spårvagnar för innerstadstrafiken, de s.k. mustangerna. Det sista spårvägsbygget i innerstaden skedde 1952 till Hakberget (linje 4) och till Tessinparken (linje 8).
År 1957 tog Stockholms stadsfullmäktige ett principbeslut med acklamation att spårvagnstrafiken i innerstaden på sikt skulle läggas ned och ersättas med tunnelbana. Avvecklingen skulle vara helt genomförd i mitten av 1970-talet då vagnparken och infrastrukturen skulle ha nått slutet av sin ekonomiska livslängd. Efter beslutet 1963 att Sverige skulle övergå till högertrafik den 3 september 1967, tidigarelades nedläggningen och de sista innerstadslinjerna upphörde natten mot Dagen H.
Den 1 januari 1967 ombildades SS till Storstockholms Lokaltrafik (SL), med ny ägare och nu med ansvar för kollektivtrafiken i hela Stockholms län. Endast en mustangspårvagn i innerstadstrafik märktes om med den nya SL-loggan. Åren 1967-1968 skrotades de gamla vagnarna på AB Demontering. Inredningen plockades ur, fönstren såldes till sommarstugeägare, säten gick till båtfolk. När allt av värde var borttaget eldades resten upp.

### Interludium 1967-1991

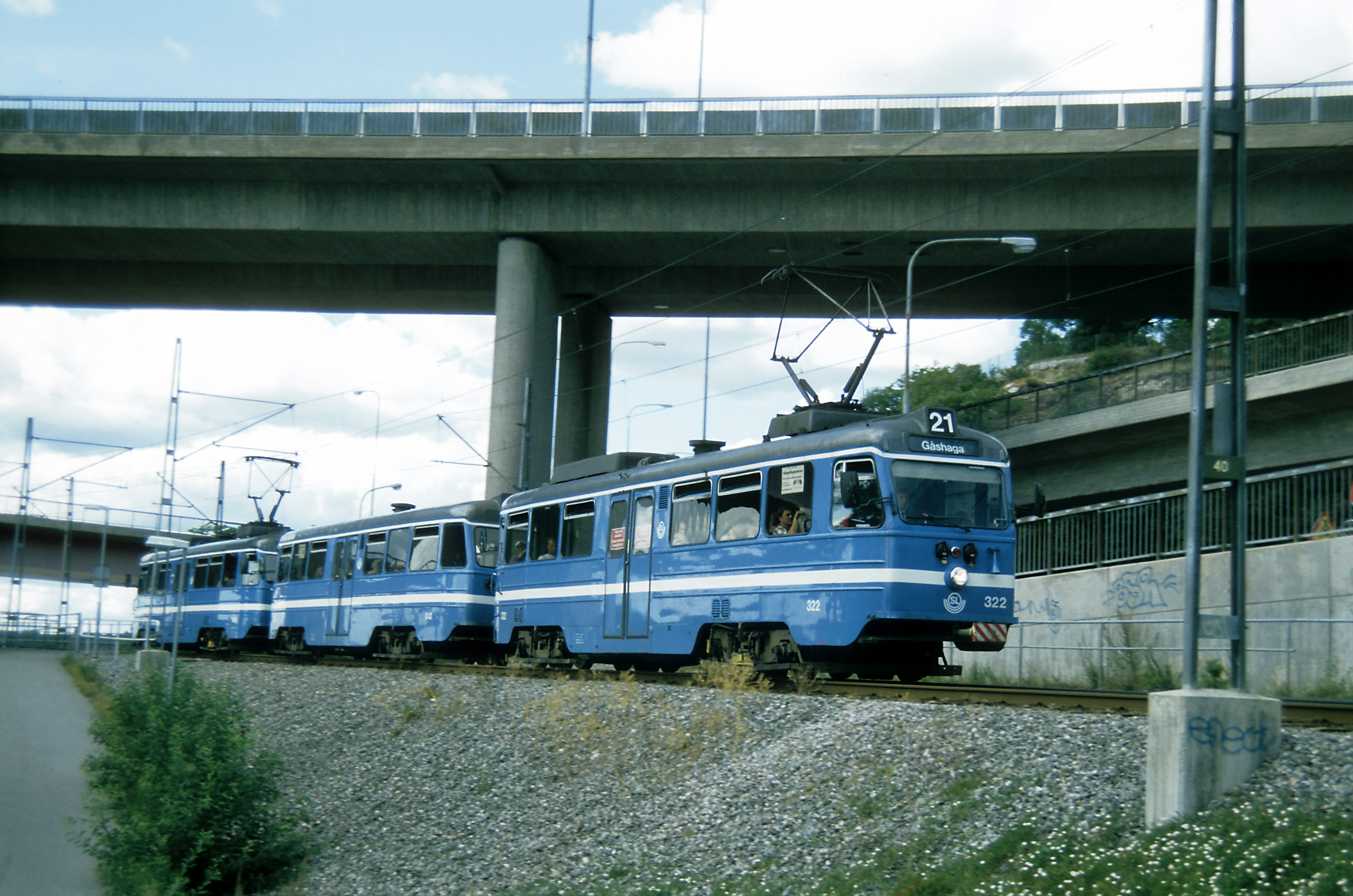
Tåg bestående av Ängbyvagnar (A30B/B30B) vid Torsvik på Lidingöbanan 1996.

Kvar av Stockholms en gång omfattande spårvägsnät blev tre anslutningslinjer till tunnelbanan: Nockebybanan mellan Alvik och Nockeby, Norra Lidingöbanan mellan Ropsten och Kyrkviken och Södra Lidingöbanan mellan Ropsten och Gåshaga. Nockebybanan gick med dubbelriktade vagnar med dörrar på båda sidor och kunde lättare köra högertrafik. Lidingöbanorna gick helt på egen banvall och kunde fortsätta som förr öster om Ropsten, men lades ned väster därom. Norra Lidingöbanan lades ner 1971. 
År 1975 fick de två återstående linjerna 12 och 21 linjenummer 120 respektive 221 för att bättre passa in i respektive områdes busslinjenummerserie. Båda linjernas fortsatta existens var hotad under sent 1970-tal och tidigt 1980-tal då den gamla vagnparken började uppvisa ålderstecken och röster höjdes att det vore mer rationellt att ersätta dessa med busstrafik. Efter organiserade protester från boende längs med båda banorna, Rädda Tolvan och Lidingöbanans vänner, fattades beslut av en blocköverskridande koalition i landstingsfullmäktige bestående av moderaterna, centerpartiet och vänsterpartiet att renovera vagnparken. År 1989 återfick Nockeby- och Lidingöbanan sina tidigare linjenummer.

### Återinrättande av spårvagnstrafik (1991-idag)

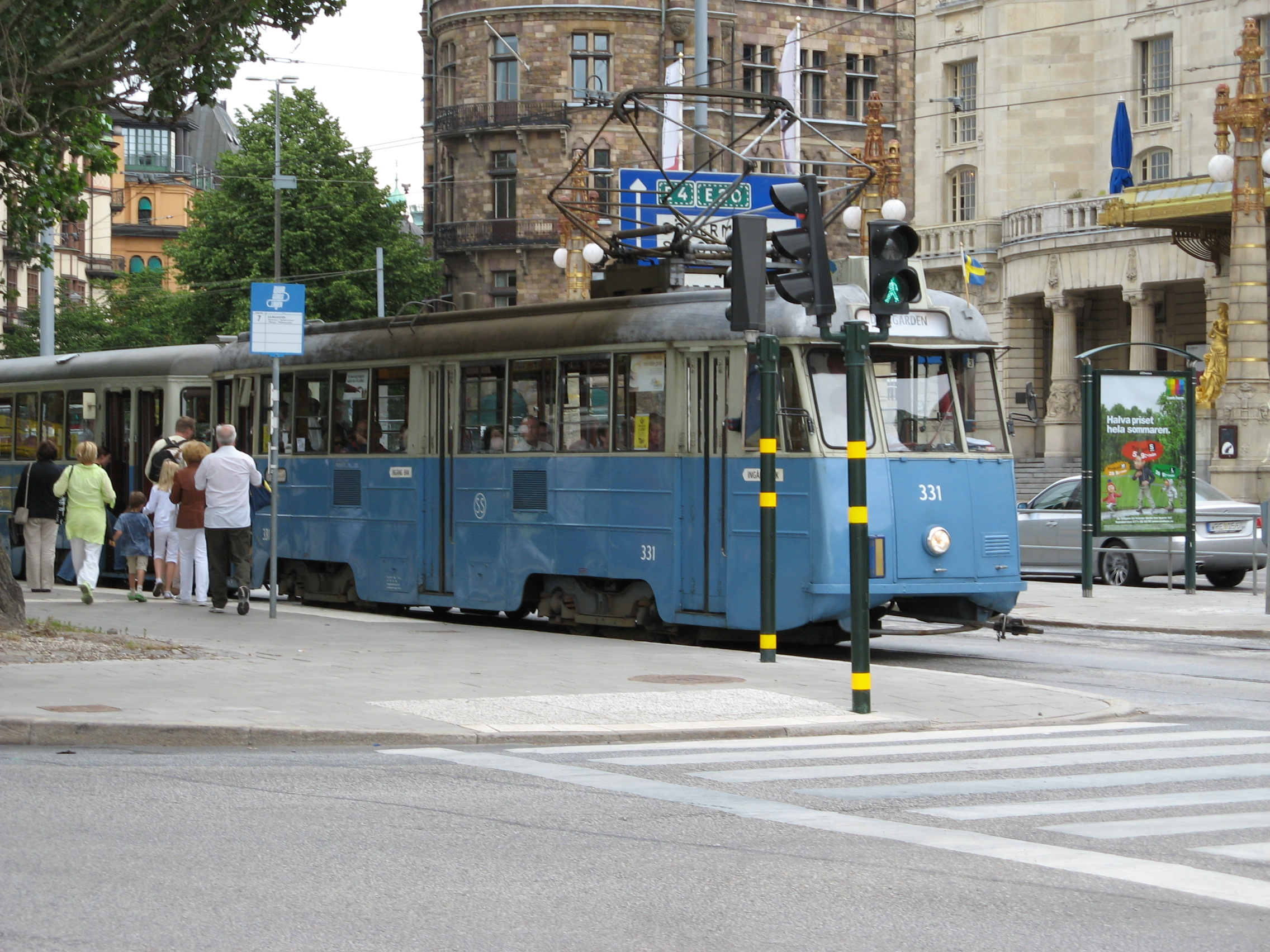
Göteborgsmustangerna (A31) införskaffades för att tjäna som museispårvägens slitvargar, då återstoden av de samtida Stockholmsmustangerna (A25, A26, A27) endast finns i två exemplar i vänstertrafikutförande.

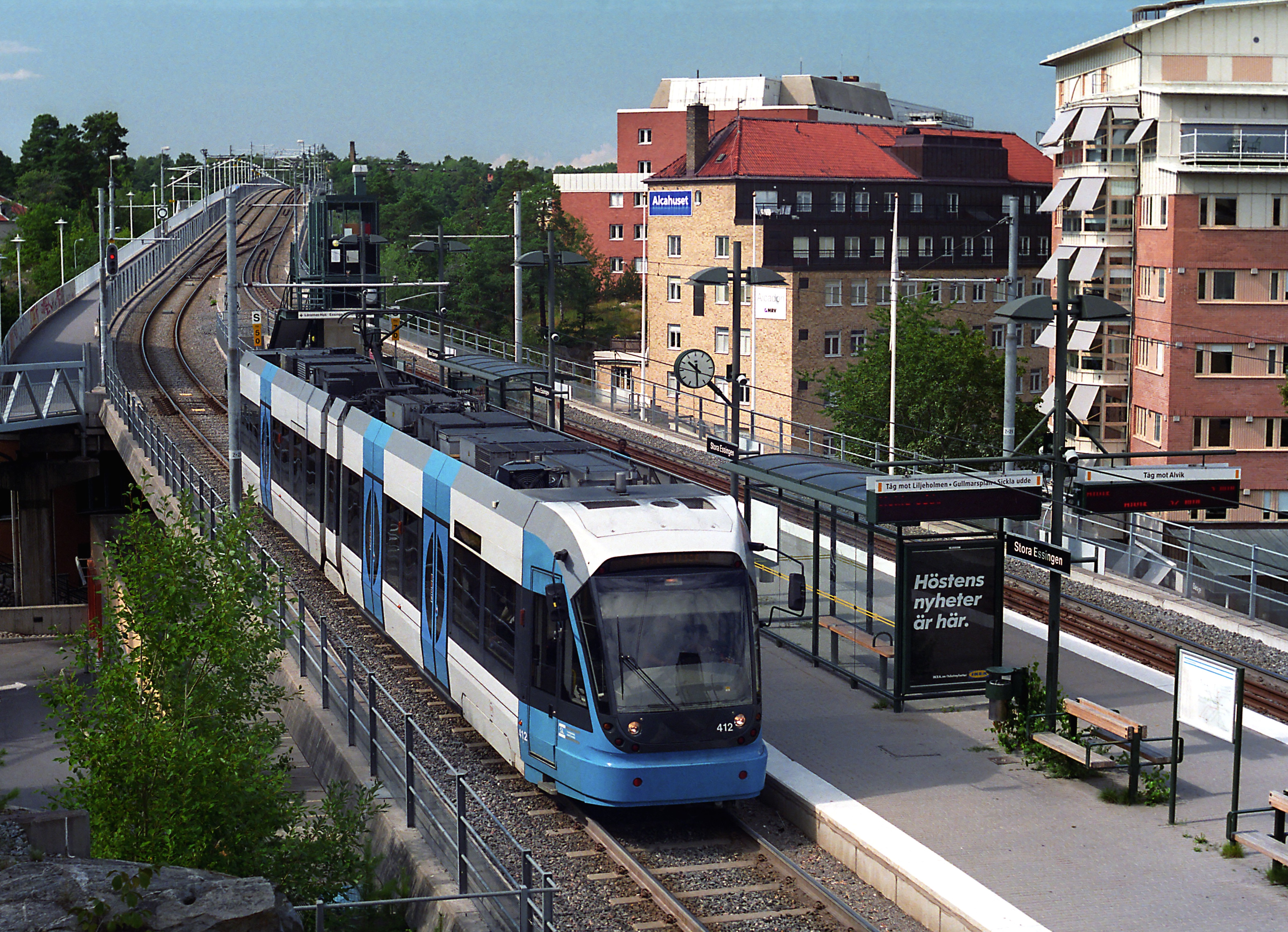
Tvärbanans andra etapp, här vid Stora Essingen, tillkom år 2000.

Sedan slutet av 1980-talet har olika utredningar gjorts om återinrättade av spårvagnstrafik, framför allt som tvärförbindelser i förorterna, men även i innerstaden.

#### Djurgårdslinjen och Spårväg city
Den spårvagnstrafik som först återkom var Djurgårdslinjen, som invigdes 1991, med infrastruktur gemensamt finansierad av landstinget och kommunen via Stiftelsen Stockholms Museispårvägar samt med trafik i regi av entusiaster från Svenska Spårvägssällskapet. Det är en turist-/museispårväg med sommartid mycket omfattande trafik till besöksmål på Södra Djurgården som Skansen och Gröna Lunds tivoli. Den går mellan Norrmalmstorg och Skansen (tidigare Waldemarsudde) på Djurgården. Genom att SL:s periodkort gäller för resa har den fått många resande och uppfattas i det närmaste som en reguljär linje. SL:s styrelse beslöt den 19 juni 2007 att spåren skulle förlängas till Sergels torg för att moderna spårvagnar skulle ersätta busslinje 47, vilket är fallet sedan den 23 augusti 2010, under namnet Spårväg city. Förlängningen har kritiserats hårt av både socialdemokraterna och Stockholms handelskammare för att vara ett slöseri med SL:s investeringsmedel.

#### Tvärbanan
Hästskon (syftandes på linjesträckningen som en halvcirkel utanför Stockholms innerstad), senare omdöpt till Snabbspårvägen innan dagens Tvärbanan antogs 1999, var en del i trafiköverenskommelsen Dennispaketet. Ursprungligen ingick också en sidogren från Årstafältet via Östberga till Älvsjö station, men istället byggdes en pendeltågsstation vid Årstaberg. År 2000 öppnades den första etappen av spårvagnstrafik på Tvärbanan, då mellan Liljeholmen och Gullmarsplan. Den har senare byggts ut i etapper och går idag mellan Solna station och Sickla samt en gren till Bromma flygplats.

## Linjer
Stockholm har fem reguljära spårvagnslinjer numrerade 7 (Spårväg City), 12 (Nockebybanan), 21 (Lidingöbanan) och 30/31 (Tvärbanan). Numreringen är rester av det äldre, huvudsakligen nedlagda systemet, kompletterat med 30/31 för Tvärbanan. Därtill kommer trafiken på Djurgårdslinjen, som erhållit linjenummer 7N (där N står för linjens ändhållplats, Norrmalmstorg). Djurgårdslinjen är en musei-/turistlinje med trafik huvudsakligen under sommarhalvåret.
| Linje | Bana            | Sträckning                       | Längd (km) | Medelhastighet (km/h) | Hållplatser | Vagntyp         | Depå                       | Öppnad |
| ----- | --------------- | -------------------------------- | ---------- | --------------------- | ----------- | --------------- | -------------------------- | ------ |
| 7     | Spårväg City    | T-Centralen – Waldemarsudde      | 3,3        | 17,5                  | 11          | A35             | Alkärrshallen              | 2010   |
| 7N    | Djurgårdslinjen | Norrmalmstorg – Skansen          | 2,7        |                       | 7           | museispårvagnar | Alkärrshallen              | 1991   |
| 12    | Nockebybanan    | Nockeby – Alvik                  | 5,7        | 24,4                  | 10          | A32 och A35     | Brommadepån                | 1914   |
| 21    | Lidingöbanan    | Ropsten – Gåshaga brygga         | 9,2        | 25,1                  | 14          | A36             | Lidingödepån               | 1914   |
| 30    | Tvärbanan       | Sickla – Solna Station           | 19,8       | 21,7                  | 26          | A32 och A35     | Brommadepån, Ulvsundadepån | 2000   |
| 31    | Tvärbanan       | Alviks strand – Bromma flygplats | 4,1        |                       | 6           | A32 och A35     | Brommadepån, Ulvsundadepån | 2021   |

## Trafikoperatör
Huvudman för spårvagnstrafiken är Region Stockholm med dess bolag AB Storstockholms Lokaltrafik. Trafikoperatör för linjerna 7, 12, 21, 30 och 31 är AB Stockholms Spårvägar sedan 15 december 2024 . Detta bolag är dotterbolag till Bergkvarabuss AB.

## Framtida utbyggnader

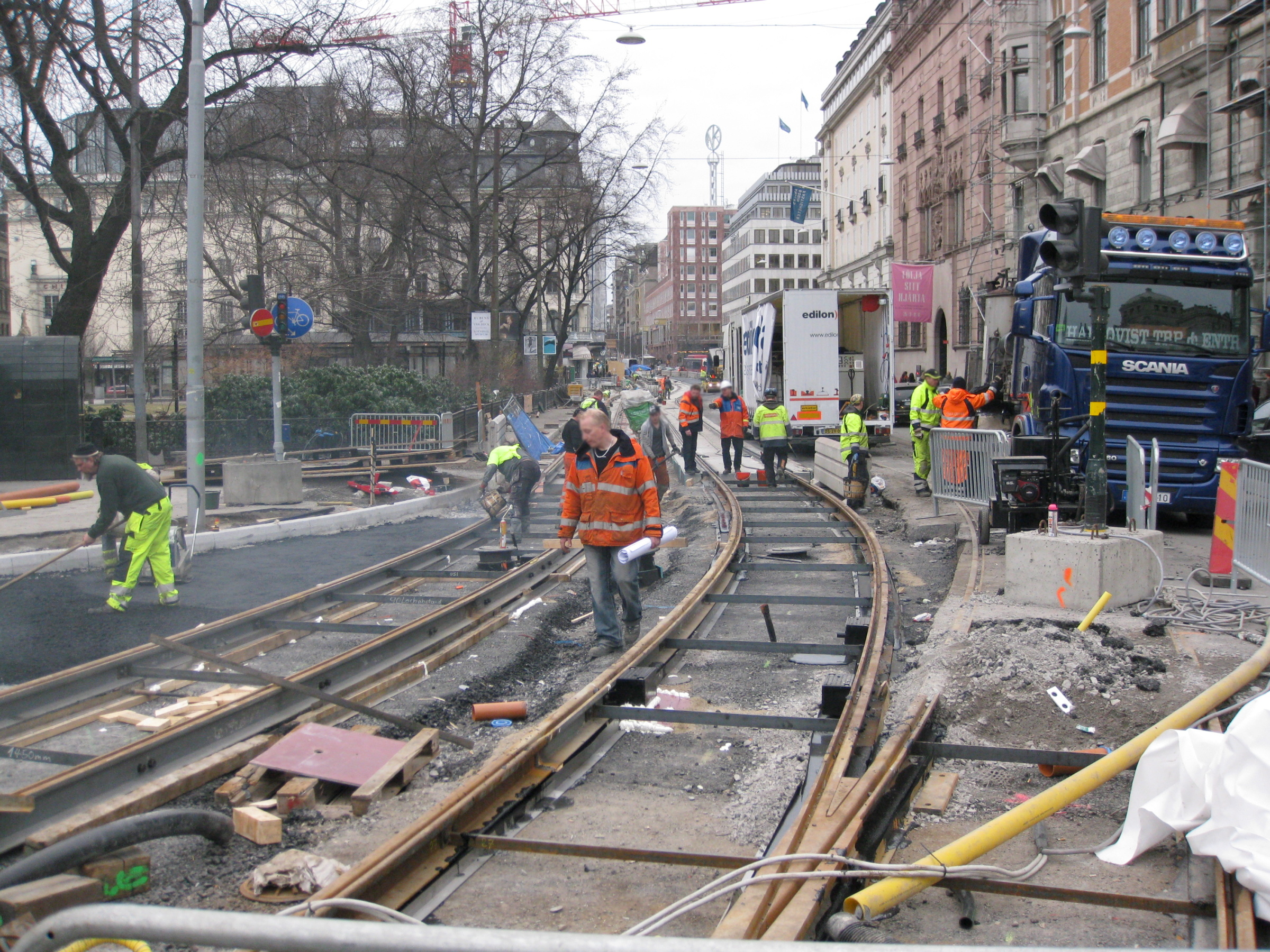
Spårbygge vid Nybroplan i april 2010 i samband med byggandet av Spårväg city.

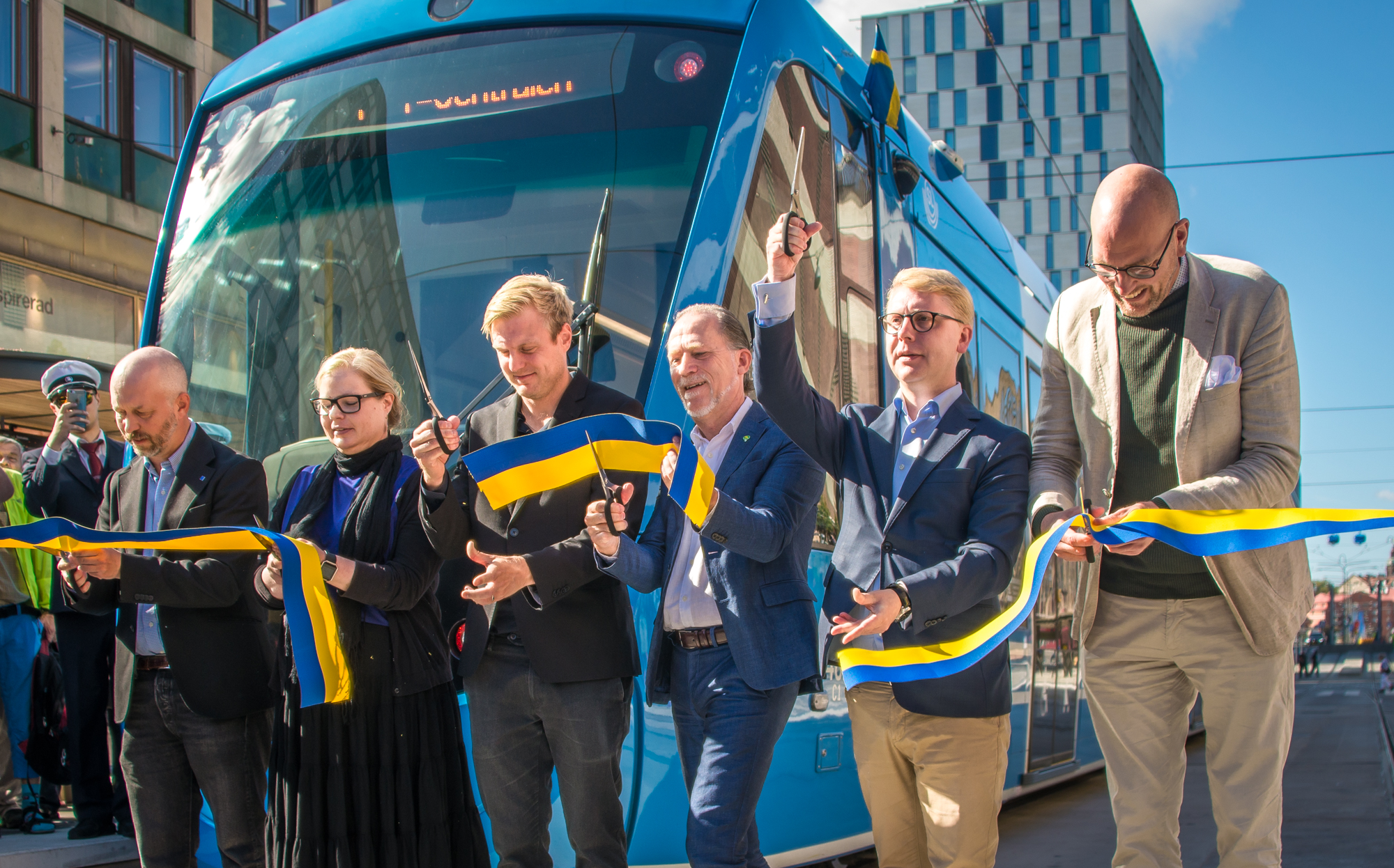
Daniel Helldén inviger Spårväg Citys förlängning och nya hållplats T-Centralen den 3 september 2018. Övriga från vänster: Karl Henriksson (KD), Sara Svanström (L), Tomas Eriksson (MP), Helldén, Kristoffer Tamsons (M) och Gustav Hemming (C)

### Tvärbanan
Tvärbanans Solnagren nådde Solna station 2014. Efter en avstängningsperiod under sommaren 2014 var avsikten att starta trafik med genomgående trafik från Solna station via Alvik till Sickla Udde men då signalsystemet inte var färdigt för reguljärt bruk genomfördes detta inte. Inte heller efter avstängningen sommaren 2015 kunde det genomföras. Det dröjde till augusti 2017 innan Tvärbanan fick genomgående trafik i Alvik.
Arbete pågår med Kistagrenen, från Bromma flygplats via Solvalla, Rissne, Ursvik och Kista till Helenelund. Trafikstart för sträckan Norra Ulvsunda-Bromma flygplats var 16 maj 2021.
Det fanns planer på att konvertera Saltsjöbanan till spårväg och knyta ihop den med Tvärbanan. De är inte aktuella  nu eftersom en kort förlängning av Tvärbanan från Sickla udde till Sickla öppnades oktober 2017, dock utan sammankoppling med Saltsjöbanan.

### Spårväg City
Befintlig Spårväg City byggdes ut till Klarabergsgatan 2018 för ett lättare byte mellan spårvagn, tunnelbana och pendeltåg. Man planerar även för en förlängning av Spårväg City från Djurgårdsbron till Ropsten, där den ska kopplas samman med Lidingöbanan.  Man har efter att utbyggnaden till T-Centralen blivit klar återlämnat alla inhyrda spårvagnar av typ A34 (Bombardiers Flexity Classic) till Norrköping och ersatt dessa med nya av typ A35, samma spårvagnar som går på Tvärbanan samt Nockebybanan, och är tillverkade av spanska CAF. Detta blev klart i slutet av 2020.

### Spårväg Syd
I november 2008 presenterade Stockholms läns landsting tillsammans med kommunerna Huddinge och Stockholm projektet Spårväg syd som skall knyta ihop pendeltåg och tunnelbana i södra delen av regionen. Under våren 2017 undertecknades förslaget och bygget beräknades först kunna börja tidigast 2023, men nu är starten satt till 2024, med en arbetsperiod på 10 år. Den planerade sträckningen är Flemingsberg via Kungens kurva och Skärholmen och vidare till Fruängen och Älvsjö (cirka 17 km), med möjlighet till vidare utbyggnad österut. 

## Historiskt linjenät
| 1946 fanns följande linjer - 1 Norrmalmstorg-Odenplan-Fridhemsplan-Slussen-Skånegatan (Södersjukhuset) - 2 Fredhäll-Gustav Adolfs torg-Karlaplan - 3 Heleneborgsgatan-Slussen-Odenplan-Haga Södra - 4 Ringlinje Fridhemsplan-Odenplan-Östra station-Norrmalmstorg-Slussen-Ringvägen-Hornsplan-Fridhemsplan - 5 Karlberg-Gustav Adolfs torg-Östra station - 6 Roslagstull-Slussen-Sofia - 7 Norrmalmstorg-Djurgården (extralinje) - 8 (Enskedebanan) Slussen-(tunnel)-Johanneshov-Skogskyrkogården-Skarpnäck (nuvarande Enskededalen) - 9 Karlberg-Slussen-Danvikstull - 10 Hornsplan-Nybroplan-Värtahamnen (Ropsten) - 11 Tegelbacken-Alvik-Islandstorget - 12 Tegelbacken-Alvik-Nockeby - 13 Tegelbacken-Alvik-Ulvsunda - 14 Vanadisplan-Odenplan-Sveavägen-Kungsgatan-Nybroplan-Djurgården - 15 Norra Bantorget-Odenplan-Hagalund-Sundbyberg - 16 Slussen-Kilaberg-Mälarhöjden - 17 Slussen-Kilaberg-Midsommarkransen - 18 Slussen-Gröndal-Ekensberg - 19 Slussen-(tunnel)-Johanneshov-Örby - 20 Humlegården-Ropsten-Kyrkviken - 21 Humlegården-Ropsten-Gåshaga brygga | År 1959 trafikerades följande linjer i Stockholm med spårvagn: - 1 Norrmalmstorg-Odenplan-Fridhemsplan-Slussen-Rosenlund - 2 Fredhäll-Gustav Adolfs torg-Karlaplan - 3 Högalid-Slussen-Odenplan-Haga Södra - 4 Vitabergsparken-Fridhemsplan-Odenplan-Hakberget - 5 Karlberg-Gustav Adolfs torg-Östra station - 6 Roslagstull--Slussen-Sofia - 7 Vanadisplan-Birger Jarlsgatan-Nybroplan-Djurgården - 8 Södersjukhuset-Nybroplan-Tessinparken - 10 Hornsplan-Norrmalmstorg-Värtahamnen (Ropsten) - 12 Nockeby-Alvik - 13 Fridhemsplan-Hornsplan-Mälarhöjden - 14 Fridhemsplan-Hornsplan-Fruängen - 15 Norra Bantorget-Odenplan-Hagalund-Sundbyberg - 16 Slussen-Hornsplan-Mälarhöjden - 17 Slussen-Hornsplan-Fruängen - 20 Humlegården-Ropsten-Kyrkviken - 21 Humlegården-Ropsten-Gåshaga brygga |

| Innan Dagen H (sensommaren 1967) fanns följande linjer: - 4 Vitabergsparken-Fridhemsplan-Odenplan-Hakberget - 6 Roslagstull--Slussen-Sofia - 7 Vanadisplan-Birger Jarlsgatan-Nybroplan-Djurgården - 8 Södersjukhuset-Nybroplan-Tessinparken - 12 Nockeby-Alvik - 20 Humlegården-Ropsten-Kyrkviken - 21 Humlegården-Ropsten-Gåshaga brygga | Efter Dagen H (sensommaren 1967) fanns följande kvar: - 12 Nockeby-Alvik - 20 Ropsten-Kyrkviken - 21 Ropsten-Gåshaga brygga | Tio år senare (1977) fanns det bara två linjer kvar (linjenätet var detsamma även 1987): - 120 Nockeby-Alvik - 221 Ropsten-Gåshaga brygga |

| 1997 fanns följande linjer: - 7 Norrmalmstorg-Skansen-Waldemarsudde (museilinje) - 12 Alvik-Nockeby - 21 Ropsten-Gåshaga | 2007 fanns följande linjer: - 7 Norrmalmstorg-Skansen-Waldemarsudde (museilinje) - 12 Alvik-Nockeby - 21 Ropsten-Gåshaga brygga - 22 Alvik-Liljeholmen-Gullmarsplan-Sickla udde | 2017 fanns följande linjer: - 7 Kungsträdgården-Skansen-Waldemarsudde - 7N Norrmalmstorg-Skansen (museilinje) - 12 Alvik-Nockeby - 21 Ropsten-Gåshaga brygga - 22 Solna Station-Sundbyberg centrum-Alvik-Liljeholmen-Gullmarsplan-Sickla udde |

## Källförteckning

### Notförteckning
1. ↑  Hvar 8 Dag : illustreradt magasin, Sjette årgången, [2 oktober 1904 - 24 september 1905], Förlags AB Hvar 8 dags tryckeri, Göteborg 1905 s. 327
2. ↑  Så var det, bilder från 50- och 60-talets Stockholm, 1992, ISBN 91-7588-855-6, sida 104
3. ↑  Sedan april 2011 gäller samtliga SL:s färdbevis även på denna linje.
4. ↑  Stomnätsstrategi för Stockholms län, etapp 2: Bilaga 1 Nulägesbeskrivning. Stockholms läns landsting, Trafikförvaltningen, s. 23. (Odaterad)[död länk] Läst 4 juni 2015.
5. ↑  Historiska spårvägslinjen 7: 1904, nedlagd 1967
6. ↑  ”Stockholms Spårvägar tar helhetsansvar för spårtrafiken”. www.jarnvagsnyheter.se. https://www.jarnvagsnyheter.se/20241216/16966/stockholms-sparvagar-tar-helhetsansvar-spartrafiken. Läst 28 december 2024.
7. ↑  Trafikförändringar 2013/2014 - Stockholms läns landsting
8. ↑  ”Tvärbanan avstängd i sommar – igen”. www.stockholmdirekt.se. http://www.stockholmdirekt.se/nyheter/tvarbanan-avstangd-i-sommar-igen/dbbofi!EDwf5Nl3tG7NoenveRmo2Q/. Läst 1 oktober 2015.
9. ↑  ”Tvärbanan till Kista och Helenelund”. Region Stockholm. https://www.sll.se/verksamhet/kollektivtrafik/aktuella-projekt/Tvarbanan-Kista-Helenelund/. Läst 17 maj 2021.
10. ↑  ”Trafikstart för Tvärbanan till Bromma flygplats”. Region Stockholm. 16 maj 2021. Arkiverad från originalet den 17 maj 2021. https://web.archive.org/web/20210517133250/https://www.sll.se/verksamhet/kollektivtrafik/aktuella-projekt/Tvarbanan-Kista-Helenelund/Nyheter/2021/05/trafikstart-for-tvarbanan-till-bromma-flygplats/. Läst 17 maj 2021.
11. ↑  http://www.sl.se/Upload/om_sl/pdf/Djurgardslinjen.pdf
12. ↑  ”Mittenkoalitionen överkörd om spårväg till Ropsten”. Mitti.se. 7 december 2022. https://www.mitti.se/nyheter/mittenkoalitionen-overkord-om-sparvag-till-ropsten-6.3.46510.15dc61a7f9. Läst 15 mars 2023.
13. ↑  http://www.sll.se/verksamhet/kollektivtrafik/aktuella-projekt/Sparvag-City/
14. ↑  http://www.sll.se/verksamhet/kollektivtrafik/aktuella-projekt/Sparvag-City/Sparvagnsanskaffning/
15. ↑  https://www.sll.se/verksamhet/kollektivtrafik/aktuella-projekt/Sparvag-syd/
16. ↑  ”Karta över AB Stockholms Spårvägars linjer år 1946”. Arkiverad från originalet den 4 mars 2016. https://web.archive.org/web/20160304052118/http://media.sparvagsmuseet.se/kartor/Karta_1946_ytter/1946_ytter.html. Läst 2 oktober 2010.
17. ↑  Stockholmskartan 1959